# Sfântul Chiriac
Sfântul Chiriac (din greacă Κυριακός, transliterat: Kyriakós, derivat din κύριος „Domnul”, latinizat Cyriakus, pronunțat în latina medievală Țiriacus; n. secolul al III-lea d.Hr. – d. 303 d.Hr., Roma, Imperiul Roman) a fost un diacon executat în timpul persecuției dioclețiene, venerat ca sfânt în întreaga creștinătate, unul din cei Paisprezece ajutători.